# Death café

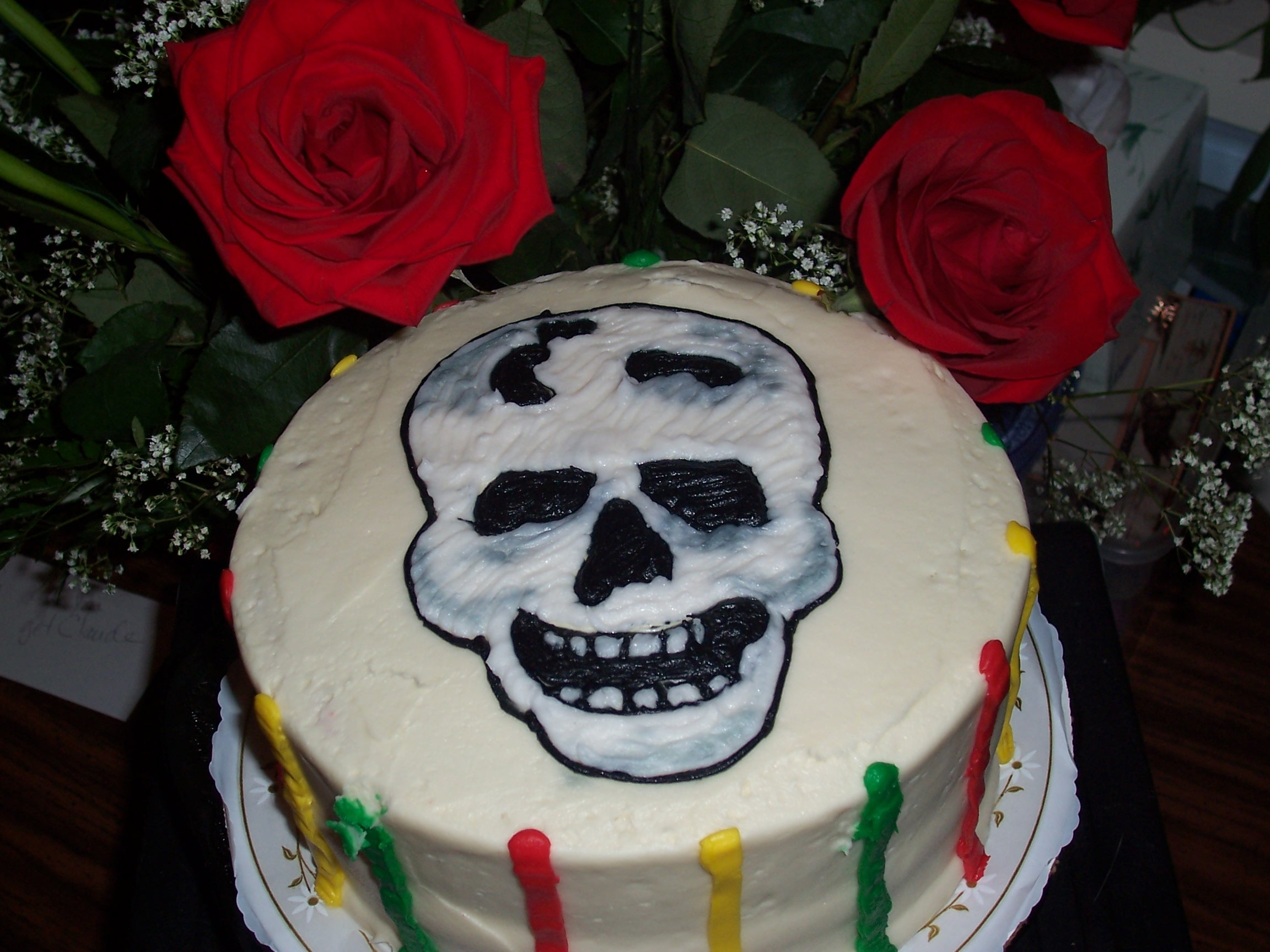
Una torta raffigurante un teschio

Per Death café si intende un evento pubblico non-profit in cui i partecipanti discutono sul tema della morte consumando cibo e bevande (solitamente tè e fette di torta). L'obiettivo di questi incontri è quello di educare e rendere famigliare il tema della morte, aumentando la propria consapevolezza nei confronti del ciclo della vita. I partecipanti possono discutere di pensieri, sogni e paure riguardanti la morte e l'atto di morire. Solitamente gli incontri hanno una durata di circa 2 ore a cui partecipano gruppi di circa 12 persone. I luoghi in cui vengono tenuti questi eventi sono in genere case private e locali pubblici in affitto quali bar e ristoranti.

## Storia
Questa iniziativa, inventata dal programmatore di internet Jon Underwood ma concepita sulla base delle esperienze già avviate dal sociologo e antropologo svizzero Bernard Crettaz, si pone il compito di annientare la "segretezza tirannica" che ruota intorno al tema della morte. Secondo quanto riportato nel sito Deathcafe.com:
Bernard Crettaz organizzò nel 2004 a Neuchâtel quello che può essere definito come il precursore del Death café, il café mortel.  Jon Underwood, ispirandosi a quest'ultimo, creò il modello di death café conosciuto nel mondo. Da allora si sono tenuti incontri in 66 paesi.
Il primo death cafe risale al 2010 e venne tenuto a Parigi, a cui seguì il primo raduno oltremanica, organizzato a Londra nel 2011. Un altro death café tenuto a Columbus (Ohio) nel 2012 fu il primo evento del genere negli Stati Uniti, mentre due anni più tardi venne organizzato un evento simile a Hong Kong. Nel febbraio 2013 venne filmato per la prima volta un incontro in un Death café a Londra. Fino al mese di luglio del 2014 sono stati organizzati circa mille death café nel mondo.
Nell'aprile del 2015 ha luogo il primo death café Latino a San Diego, sulla West Coast grazie a Belinda Peña, insegnante di liceo che percepì il bisogno all'interno della sua comunità di avere un luogo sicuro dove poter parlare della morte e della sua concezione, riscontrando che il death café è adatto ai bisogni che aveva individuato nella sua comunità.  A partire da marzo 2018, si sono svolti oltre 5.900 incontri in tutto il mondo. Nel settembre del 2019, a Lancaster, PA, si è tenuto il primo death café latino della Est Coast. Deborah González, MSW, tanatologa certificata e Bereavement Counselor, insieme a Brian Long sono stati collaboratori e coordinatori di un Death café in un'impresa di pompe funebri locale, che ha riunito per la prima volta un gruppo di latinos per parlare della morte e dei suoi problemi.
Sono stati organizzati death café che specificamente davano l'opportunità di interagire con professionisti della salute sul tema della morte. Il concept si è diffuso grazie all'attenzione dei media e a causa dei molti argomenti trattati dai partecipanti.
Dalla morte di Underwood il 25 giugno 2017, il suo death café viene gestito dalla sorella Jools Barsky, dalla madre Susan Barsky Reid e da sua moglie Donna Molloy. Una monografia informativa sul movimento, i temi enfatizzati e le sue dinamiche comunicative possono essere trovate nel libro The Death Café Movement: Exploring the Horizons of Mortality (2017) del Dr. Jack Fong.